# مدار ۴۹ درجه جنوبی
مدار ۴۹ درجه جنوبی، دایره‌ای از عرض جغرافیایی است که در ۴۹ درجهٔ جنوبی خط استوا  قرار دارد.

## گذر از مناطق
از نصف‌النهار مبدأ شروع می‌شود و به سمت مشرق ۴۹ درجه جنوبی از موارد زیر گذر می‌کند:
| مختصات‌ها                                            | کشور، قلمرو یا دریا               | توضیحات                            |
| --------------------------------------------------- | --------------------------------- | ---------------------------------- |
| ۴۹°۰′ جنوبی ۰°۰′ شرقی / ۴۹٫۰۰۰°جنوبی ۰٫۰۰۰°شرقی     | اقیانوس اطلس                      |                                    |
| ۴۹°۰′ جنوبی ۲۰°۰′ شرقی / ۴۹٫۰۰۰°جنوبی ۲۰٫۰۰۰°شرقی   | اقیانوس هند                       |                                    |
| ۴۹°۰′ جنوبی ۶۸°۴۸′ شرقی / ۴۹٫۰۰۰°جنوبی ۶۸٫۸۰۰°شرقی  | سرزمین‌های جنوبی و جنوبگانی فرانسه | جزایر کرگولن                       |
| ۴۹°۰′ جنوبی ۶۹°۳۶′ شرقی / ۴۹٫۰۰۰°جنوبی ۶۹٫۶۰۰°شرقی  | اقیانوس هند                       |                                    |
| ۴۹°۰′ جنوبی ۱۴۷°۰′ شرقی / ۴۹٫۰۰۰°جنوبی ۱۴۷٫۰۰۰°شرقی | اقیانوس آرام                      |                                    |
| ۴۹°۰′ جنوبی ۷۵°۳۵′ غربی / ۴۹٫۰۰۰°جنوبی ۷۵٫۵۸۳°غربی  | شیلی                              | Patagonic Archipelago and mainland |
| ۴۹°۰′ جنوبی ۷۲°۵۹′ غربی / ۴۹٫۰۰۰°جنوبی ۷۲٫۹۸۳°غربی  | آرژانتین                          |                                    |
| ۴۹°۰′ جنوبی ۶۷°۳۱′ غربی / ۴۹٫۰۰۰°جنوبی ۶۷٫۵۱۷°غربی  | اقیانوس اطلس                      |                                    |